# جيف بيرويك
جيف بيرويك هو رائد أعمال كندي، ولد في 24 نوفمبر 1970 في إدمونتون في كندا.